# Витек, Антон
Антон Витек (нем. Anton Witek; 7 января 1872, Заац, ныне Чехия — 19 августа 1933, Винчестер, штат Массачусетс) — австрийско-американский скрипач.

## Биография
Учился в Пражской консерватории у Антона Бенневица. В 1894—1909 годах — концертмейстер Берлинского филармонического оркестра. Концертировал с датской пианисткой Витой Герхардт, затем женился на ней, с 1902 года выступал также в составе Берлинского филармонического трио со своей женой и виолончелистом Джозефом Малкиным. Преподавал в Консерватории Штерна и Консерватории Клиндворта-Шарвенки (среди его учеников, в частности, Сесил Бёрли). Наряду с Вилли Бурместером считается одним из первых заметных скрипачей, перешедших (около 1906 года) с жильных струн на стальные.
В 1910 году переехал в США, заняв пост концертмейстера в Бостонском симфоническом оркестре. В 1917 году выполнил для оркестра аранжировку американского национального гимна, исполнение которого стало особенно ответственной задачей в результате скандала вокруг руководителя оркестра Карла Мука. В бостонский период возобновил фортепианное трио в том же составе, включая также перебравшегося в США Джозефа Малкина. После 1918 года работал в оркестре города Франкфорт.